# Pola Nowakowska
Pola Nowakowska est une joueuse de volley-ball polonaise née le 30 janvier 1996 à Bydgoszcz. Elle mesure 1,81 m et joue au poste de libero. 

## Clubs
| Club                  | De        | À         |
| --------------------- | --------- | --------- |
| KS Pałac Bydgoszcz    |           | 2010-2011 |
| SMS PZPS Sosnowiec    | 2011-2012 | 2013-2014 |
| KS Pałac Bydgoszcz    | 2014-2015 | 2016-2017 |
| KS Developres Rzeszów | 2017-2018 | 2017-2018 |
| KPS Chemik Police     | 2019-2020 | …         |

## Palmarès

### Équipe nationale
- Championnat d'Europe des moins de 18 ans
  - Vainqueur : 2013.

### Clubs
- Championnat de Pologne
  - Vainqueur : 2020.
- Coupe de Pologne
  - Vainqueur : 2020.
- Supercoupe de Pologne
  - Vainqueur : 2019.

### Distinctions individuelles
- Championnat d'Europe féminin de volley-ball des moins de 18 ans 2013: Meilleure réceptionneuse[2].